# Salvatore Forte
Salvatore Forte (Baronissi, 14 ottobre 1938) è un politico italiano.

## Biografia
Esponente del Partito Comunista Italiano, viene eletto alla Camera dei deputati nel 1976 nella Circoscrizione Benevento-Avellino-Salerno. Ricandidato alle elezioni politiche del 1979, non viene eletto, ma subentra a Montecitorio dopo la morte di Nicola Adamo il 28 febbraio 1980. Conclude il mandato parlamentare nel 1983.
A livello locale è consigliere comunale a Salerno dal 1975 al 1990, ricoprendo anche il ruolo di vicesindaco vicario dal 1987 al 1990 nella giunta di Vincenzo Giordano. 
Negli anni Duemila è presidente della "Casa della Sinistra" di Salerno.